# William Hawi
William Amine Hawi (en árabe: وليم أمين حاوي, también escrito como William Haoui; 5 de septiembre de 1908 – 13 de julio de 1976) fue un político libanés, líder independentista y comandante de las Falanges Libanesas o Kataeb.

## Biografía

### Antecedentes y vida personal
La familia de William Hawi viene del Distrito de Metn, en la Gobernación del Monte Líbano. Su padre, Amine Hawi, emigró a los Estados Unidos cuando él tenía 20 años. William Hawi nació el 5 de septiembre de 1908, en la ciudad de Nueva York, siendo el segundo hijo de Amine. Antes de que la familia creciera en los Estados Unidos, Amine Hawi regresó a su tierra natal a principios de 1910, junto con su esposa y tres hijos. William Hawi tenía pasión por los deportes. Jugaba al fútbol, al tenis y le encantaba nadar y esquiar. Sus actividades deportivas fueron reconocidas por su participación en la creación del Club Al Salam en Achrafieh. William Hawi conoció a Pierre Gemayel en reuniones deportivas y este último lo invitó en 1937 a unirse a la Organización de las Falanges Libanesas, aunque a diferencia de Pierre Gemayel el no era católico maronita sino que era ortodoxo antioqueno.
En 1947, se casó con Marcelle Anis Ghobri y tuvieron una hija, Leila. 
William Hawi era dueño de una fábrica de espejos, que exportaba sus productos a los países árabes y se convirtió en una de las fábricas más importantes de Oriente Medio antes de trasladarse de la plaza Debbas a Jisr el Basha. Con la insurgencia en el sur de Líbano, la región de Jisr el Basha cayó bajo el control de los palestinos que vivían en los campos de refugiados en Jisr el Basha y Tel al Zaatar y la fábrica se convirtió en un objetivo principal de destrucción como venganza contra su propietario: William Hawi, uno de los comandantes de los partidos libaneses opuestos a la intervención palestina en los asuntos libaneses. Los palestinos irrumpieron en la fábrica, destruyeron vidrios y máquinas antes de volar las instalaciones.

### Papel político
William Hawi aceptó la invitación de Pierre Gemayel y se unió a las Falanges en 1937 incluso cuando estaba trabajando en secreto e ilegalmente tras un decreto que ordenaba su disolución el 18 de noviembre de 1938 emitido por las autoridades coloniales francesas. Estuvo involucrado en varios temas: consolidar la autoridad del Partido y crear y desarrollar las Fuerzas Reguladoras Kataeb, el ala militar de las Falanges en una atmósfera de disciplina.
Cuando los franceses arrestaron a Pierre Gemayel, Joseph Chader asumió el mando político mientras William Hawi estaba a cargo del esfuerzo de seguridad organizado. Preparó y organizó las huelgas y manifestaciones. Mantuvo reuniones secretas en la antigua fábrica de espejos que poseía en la Plaza Debbas. Cuando los franceses se enteraron de estas reuniones, asaltaron la fábrica varias veces y persiguieron a William Hawi, quien escapó escondiéndose entre sus amigos y vecinos.
Desde 1942, Hawi era el jefe de la oficina de reclutamiento del partido. Desde 1952 fue miembro del Buró Político de las Falanges o Kataeb, dirigió el departamento del partido para la seguridad, la movilización y la formación deportiva. En 1958, durante la Crisis del Líbano, Hawi organizó una resistencia armada de los falangistas contra los panarabistas y nasseristas de izquierda. El 6 de febrero de 1961, el presidente de las Falanges, Pierre Gemayel, nombró a William Hawi comandante de la Fuerza Reguladora Kataeb, la milicia falangista. En 1970, se creó el "Consejo Supremo de Seguridad" en las Falanges bajo la presidencia de Hawi. Desde 1973, Hawi estaba cargo del sistema de entrenamiento militar regular para los combatientes de las Falanges. 
William Hawi fue uno de los socios más cercanos del presidente Kataeb, el líder cristiano de derecha Pierre Gemayel. Tenía una gran autoridad en el partido, llevaba el sobrenombre de "Chef", o Jefe en francés. Al mismo tiempo, a menudo se enfrentaba con el hijo del líder falangista, Bashir Gemayel, quien afirmaba ser el segundo a cargo del partido.

## Guerra civil libanesa
En 1975, estalló la guerra civil en el Líbano. La lucha política entre los cristianos de derecha (principalmente los falangistas de Kataeb, los Tigres del Partido Nacional Liberal de Camille y Dany Chamoun, los Guardianes de los Cedros de Étienne Sakr) y los "musulmanes de izquierda" (OLP, el PSP de Kamal Jumblatt, el Partido Comunista Libanés) se convirtió en un feroz derramamiento de sangre.
William Hawi estuvo al mando de las Fuerzas Reguladoras durante la primera fase de la guerra. Bajo su mando, los combatientes Falangistas participaron en varios enfrentamientos con la OLP y la PSP, uno de ellos siendo la reconocida "Batalla de los Hoteles". También creó una policía militar falangista para vigilar la observancia del orden público en los territorios bajo su control. Sin embargo, no pudo evitar el "Sábado Negro", la masacre del 6 de diciembre de 1975, perpetrada por los militantes falangistas en Beirut - aunque varias personas se salvaron con su participación directa. 
El 22 de junio de 1976, las fuerzas combinadas de cristianos de derecha comenzaron un asedio del campo de refugiados palestinos de Tel al-Zaatar en Beirut, donde se encontraba una gran base militar de la OLP.

## Fallecimiento

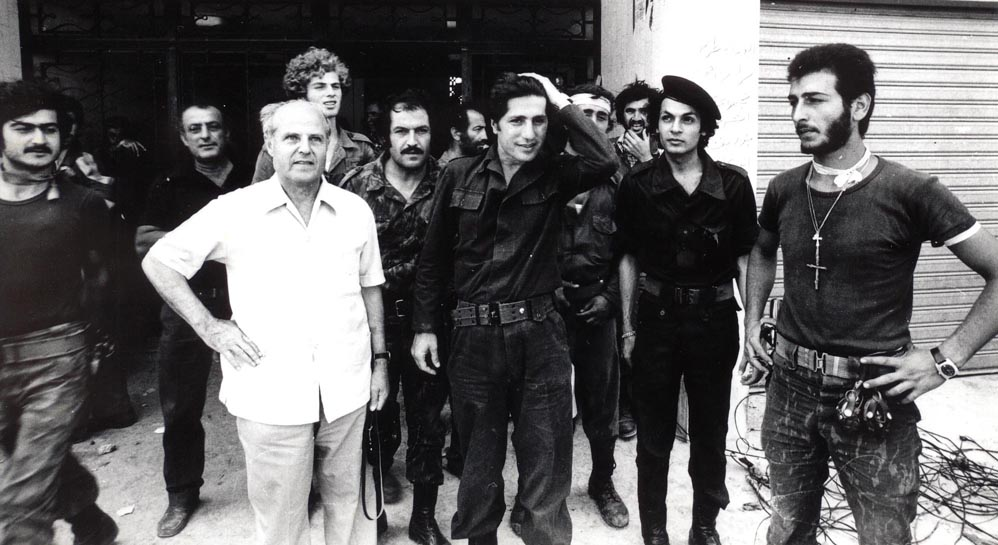
William Hawi (camisa blanca) con Amin Gemayel (a su izquierda) en Tel al-Zaatar

Hawi comandó el asedio desde el lado de las Falanges. Participó personalmente en las batallas y organizó el avance gradual de los cristianos de derecha.  
El 13 de julio de 1976, cerca de Tel al-Zataar, mientras revisaba a los militantes Falangistas, Hawi recibió un disparo de un francotirador palestino y falleció.
Tras su muerte, el hijo de Pierre Gemayel, Bashir Gemayel lo reemplazo como Jefe del Consejo Militar de Kataeb, y poco después se convirtió en jefe del Frente Libanés, una coalición de las milicias cristianas del Partido Kataeb (creada y organizada por Hawi), Los Tigres del Partido Nacional Liberal, los Tanzim y los Guardianes de los Cedros. El 7 de julio de 1980, estas milicias cristianas se unificaron en una como las Fuerzas Libanesas con Bashir Gemayel como su Comandante en Jefe. Gemayel fue elegido presidente el 23 de agosto de 1982, pero fue asesinado con una bomba el 14 de septiembre de dicho año, antes del inicio de su mandato.